# Parco Giovanni Testori
Il parco Giovanni Testori, precedentemente noto come parco Campo dei Fiori, è un parco di Milano. Occupa l'area di un villaggio-giardino che vi sorgeva all'inizio del ventesimo secolo e che fu riqualificata negli anni ottanta. L'area si trova tra il vecchio borgo di Villapizzone e il ponte della Ghisolfa. È intitolato al drammaturgo milanese Giovanni Testori, che spesso fece muovere e agire i suoi personaggi in quell'ambito.

## Storia

Veduta aerea del villaggio nel 1920, in alto la ferrovia Milano-Torino e, a sinistra, via Mac Mahon

Il quartiere Campo dei Fiori fu costruito nel 1919 dall'Istituto Autonomo Case Popolari, su terreni incolti, per ospitare inizialmente reduci di guerra e mutilati, quindi pensionati delle ferrovie dello Stato, in villette monofamiliari ad un piano con caratteristiche tecniche modeste, ciascuna con un suo piccolo giardino; ogni strada aveva il nome di un albero e quella specie ne caratterizzava l'arredo floreale. Il complesso venne smantellato e tutte le villette demolite durante la seconda metà degli anni sessanta, la parte dell'area adiacente a via Mac Mahon venne utilizzata per la costruzione di case condominiali in vendita privata da parte dello IACP.
La demolizione delle villette e la loro sostituzione con la costruzione di condomini provocò molte proteste da parte degli abitanti, e i primi condomini costruiti furono soggetti ad una delle prime occupazioni politiche di case in Italia, nel gennaio 1971, promossa da Lotta Continua, Sinistra Proletaria ed altre organizzazioni extraparlamentari del tempo, nell'ambito delle lotte per la casa. L'occupazione venne legittimata da una sentenza della magistratura emessa nello stesso gennaio e poco dopo ricordata in un volantino delle Brigate Rosse lasciato sul luogo di un attentato incendiario.
Il resto dell'area rimase abbandonata per anni, gran parte delle piante sopravvissute alle ruspe vennero abusivamente tagliate per ottenere legna da ardere nelle stufe, ancora in uso nelle vicine vecchie case di Villapizzone, e dopo circa un decennio infine nel perimetro, tra viale degli Ailanti, viale dei Pioppi e via Ercolano, fu iniziata la realizzazione del parco eliminando le stradine che intersecavano l'area.

## Flora e attrezzature

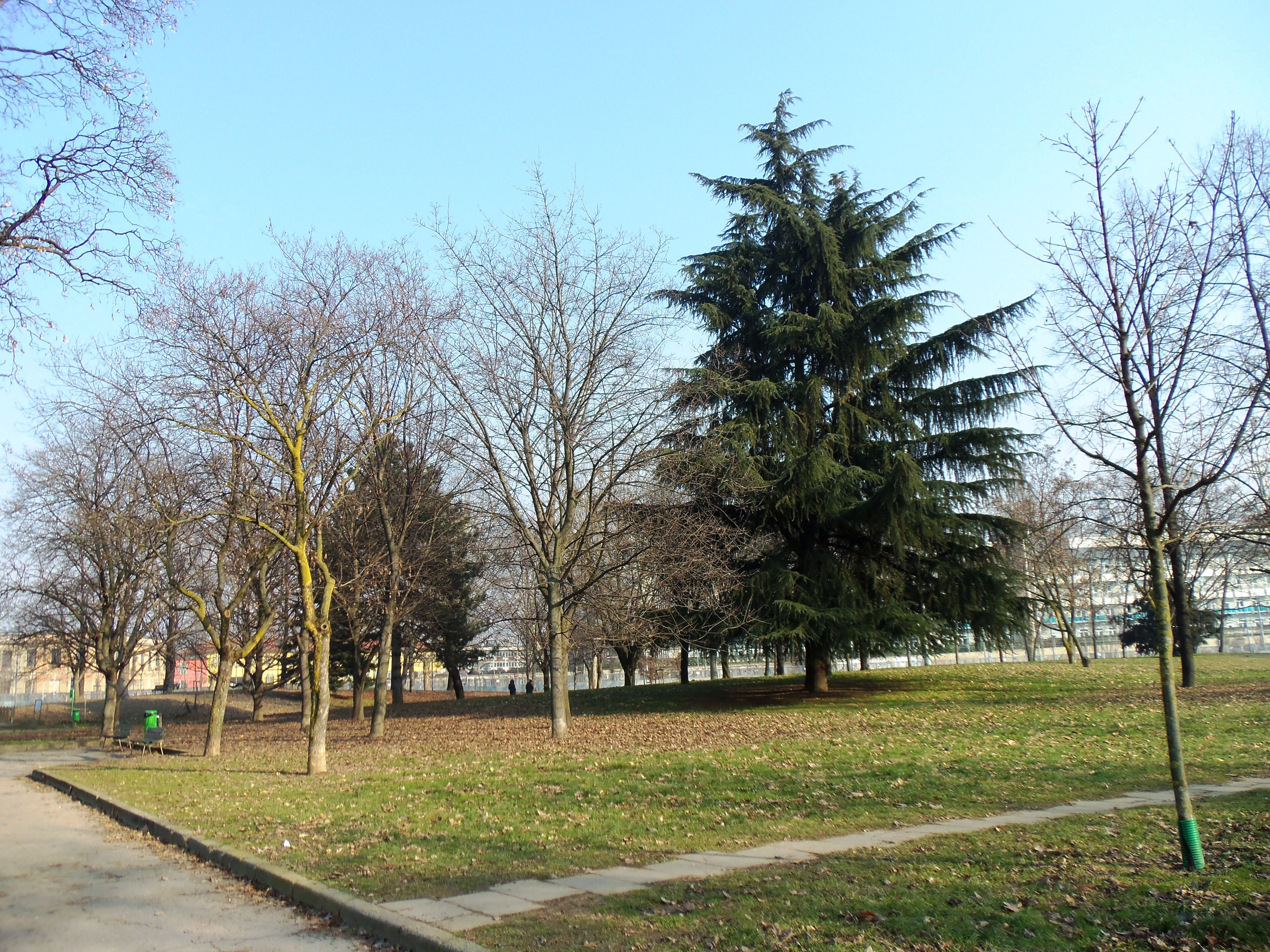
Uno scorcio del parco verso nord

Si è mantenuto in parte l'impianto viario interno originale, anche se non è più possibile identificare i percorsi con le specie ospitate, che si sono diffuse e mescolate. Tra le 
principali specie arboree, ricordiamo la betulla, il tiglio, il liquidambar, diverse varietà di aceri (acero di monte, acero campestre, acero argentato, acero americano, acero riccio), il bagolaro, il faggio dei boschi, il Ginkgo biloba, il platano, l'ippocastano, il carpino bianco, l'albero dei tulipani, l'ailanto, il ciliegio da fiore (Prunus cerasifera Pissardii), la quercia rossa, il noce nero, il pino dell'Himalaya o Pinus wallichiana, il cedro dell'Atlante, la sofora giapponese e la robinia, la magnolia, la koelreuteria paniculata e, infine, il ciavardello.
Tra le attrezzature, una grande area giochi articolata per temi, un campo per la pratica del basket e della pallavolo; per i cani vi è uno spazio cintato di millecinquecento metri quadrati.